# 畑田村
畑田村（はただむら）は、香川県綾歌郡にあった村。現在の綾川町畑田。

## 歴史
- 1890年2月15日 - 町村制施行に伴い、阿野郡畑田村が村制施行し畑田村が発足。
- 1899年4月1日 - 阿野郡が鵜足郡と合併し、綾歌郡となる。
- 1929年4月1日 - 綾歌郡千疋村と合併し昭和村となり消滅。